# Петрозаводск
Петрозаво́дск (карел. , фин. и вепс. Petroskoi) — город республиканского значения на северо-западе России на берегу Онежского озера; столица Республики Карелия, образующая Петрозаводский городской округ (карел. Petroskoin linnupiiri, фин. Petroskoin kaupunkipiiri).
6 апреля 2015 года городу было присвоено почётное звание Российской Федерации «Город воинской славы».

## Этимология
Поселение возникло при закладке казённого оружейного завода, названного изначально Шуйским (название связано с Шуйским погостом, на территории которого организовывалось производство), которая состоялась 1 сентября 1703 года. Уже в 1704 году — к моменту окончания строительства — завод был переименован в честь Петра I в Петровский. Выросший при заводе посёлок стал именоваться Петровской слободой. В 1777 году слобода получила статус города с названием Петрозаводск. В 1941 году, после оккупации города финскими войсками, он был переименован в Яанислинна (фин. Äänislinna) или Онегаборг (швед. Onegaborg фин., швед.: «замок на Онежском озере»). После освобождения города Красной армией городу было возвращено название Петрозаводск.

## Физико-географическая характеристика

### Географическое положение
Город находится на территории Восточно-Европейской равнины к северу от Олонецкой возвышенности и Шокшинской гряды. Расположен на берегах Петрозаводской губы Онежского озера амфитеатром на озёрных террасах, вытянувшись вдоль побережья на 21,7 км. Город окружён лесами с юго-западной стороны и Петрозаводской губой Онежского озера на северо-востоке.
Нулевой километр расположен на пересечении улиц Свердлова и Дзержинского — у здания «Почты России» Республики Карелия.
Петрозаводск расположен в 1091 километре к северу от Москвы и в 412 километрах к северо-востоку от Санкт-Петербурга.
Территория Петрозаводска составляет 113,26 км², вместе с территорией городского округа — 615,9 км².
Административно город Петрозаводск входит в состав Петрозаводского городского округа, является единственным населённым пунктом округа. Город со всех сторон окружён территорией Прионежского района, административным центром которого он является.

### Часовой пояс
Петрозаводск находится в часовой зоне МСК (московское время). Смещение применяемого времени относительно UTC составляет +3:00.
В соответствии с применяемым временем и географической долготой средний солнечный полдень в Петрозаводске наступает в 12:43.

### Климат
Петрозаводск приравнен к районам Крайнего Севера.
Климат в Петрозаводске — умеренно континентальный с чертами морского. Зима — продолжительная, относительно мягкая; лето — короткое и прохладное. Среднегодовая температура — +3,7 °C. Продолжительность безморозного периода — 120—130 дней. Погода здесь неустойчивая, что обуславливается частыми циклонами, идущими с запада. Больше половины дней в году — пасмурные. Годовое количество осадков — 612 миллиметров. Весна наступает в середине апреля, но возврат холодов возможен и в мае, что иногда сопровождается выпадением снега. Лето начинается в первой половине июня.
Продолжительность светлого времени суток составляет более 19 часов в июне (белые ночи), 18 часов в июле, 16 часов в августе
Средняя июльская температура воздуха — 17 °C. Преобладают ветры восточных румбов, приносящие затяжные дожди. Порой летом Карелию захватывает северная часть Европейского антициклона, и при ясной погоде воздух прогревается до 30 °C, однако такая погода легко может смениться ливневыми дождями и сильными западными или холодными северными ветрами.
Осень с влажными юго-западными ветрами или ясной, но холодной (вплоть до заморозков в низинах) погодой приходит в начале сентября.
| Показатель                    | Янв.  | Фев.  | Март | Апр.  | Май  | Июнь | Июль | Авг. | Сен. | Окт.  | Нояб. | Дек.  | Год   |
| ----------------------------- | ----- | ----- | ---- | ----- | ---- | ---- | ---- | ---- | ---- | ----- | ----- | ----- | ----- |
| Абсолютный максимум, °C       | 5,5   | 7,3   | 15,5 | 24,2  | 33,0 | 34,3 | 33,9 | 32,4 | 28,5 | 21,3  | 11,1  | 9,4   | 34,3  |
| Средний суточный максимум, °C | −5,7  | −5,2  | 0    | 6,7   | 13,8 | 18,8 | 21,5 | 19,3 | 13,6 | 6,4   | 0,2   | −3,3  | 7,8   |
| Средняя температура, °C       | −8,4  | −8,2  | −3,5 | 2,5   | 8,9  | 14,1 | 17,1 | 15   | 10   | 3,8   | −1,9  | −5,6  | 3,7   |
| Средний суточный минимум, °C  | −11,4 | −11,4 | −6,9 | −1,3  | 4,1  | 9,4  | 12,7 | 11,1 | 6,8  | 1,5   | −4,1  | −8,1  | 2,4   |
| Абсолютный минимум, °C        | −41,6 | −39,3 | −30  | −19,3 | −9,8 | −2,6 | −0,1 | −1,7 | −5   | −13,4 | −27,5 | −36,8 | −41,6 |
| Норма осадков, мм             | 38    | 28,6  | 31,4 | 32,2  | 48,4 | 60,8 | 82   | 81,2 | 58,9 | 56,1  | 50,9  | 43,7  | 612,2 |
| Источник: Погода и климат     |       |       |      |       |      |      |      |      |      |       |       |       |       |

### Гидрография
Город находится на берегах Петрозаводской, Немецкой и Заячьей губ Онежского озера, второго по величине озера Европы. Часть города расположена на берегу центральной части Онежского озера. По системе рек и каналов Петрозаводск имеет выход в Балтийское, Белое, Баренцево, Каспийское и Чёрное моря. В черте города находятся озёра Денное, Ламба, Логмозеро, Пруд, Угольная Ламба и Четырёхвёрстное. Логмозеро и Онежское озёра соединены Соломенным проливом.
Через территорию города протекает 37 несудоходных рек и ручьёв: река Лососинка, река Неглинка, река Рыбка, река Сельгская Речка, река Томица, ручей Агростанция, Архиерейский ручей, Безымянный ручей, Большой ручей, ручей Вилда, Гаражный ручей, Голиковский ручей, ручей Двенадцать Ключей, Долгий ручей, Древлянский ручей, Ивановский ручей, Калининский ручей, Каменный ручей, ручей Кекасручей, ручей Ламбасручей, Лесной ручей, Малый ручей, Махаловский ручей, Мельничный ручей, ручей Неглинский Колодец, Николаевский ручей, Окуний ручей, Парижский ручей, Сайнаволокский ручей, ручей Студенец, Студёный ручей, Сулажгорский ручей, Сухановский ручей, ручей Тереж, Фонтанный ручей, Четырёхвёрстный ручей, Южный ручей.
На территории города действует около 100 родников. Часть из них («Сулажгорский», «Онежский», «Лягушка», «Трудовые резервы» («На Объездной»), «На Вольной», «Неглинский», родники на Курганском проезде, Лесном проспекте, несколько родников на Ключевой) активно посещается петрозаводчанами. От 12 ключей, располагавшихся в южной части города, получили своё название улица 12 Ключей (ныне — Ключевая улица) и посёлок (ныне — жилой район) Ключевая.
В городе существует ряд обводнённых карьеров (например, Карьер).

### Растительность
Город Петрозаводск не только почти со всех сторон окружён зелёными лесами, но и имеет довольно развитые «лёгкие». Зелёная зона Петрозаводска занимает площадь в 48,2 тыс. га, в том числе 1800 га находятся в пределах городской черты. Площадь лесопарковой части зелёной зоны — 12,9 тыс. га, лесохозяйственной части — 35,3 тыс. га. Парки, скверы и уличные насаждения занимают около 400 га, что составляет несколько более 14 м² на одного жителя. Петрозаводск является одним из наиболее озеленённых средних городов России.
В городе насчитывается 259 скверов, 109 аллей, 100 парков, 17 садов, 16 бульваров.
С 1951 года функционирует Ботанический сад Петрозаводского государственного университета, являющийся федеральной особо охраняемой природной территорией. Площадь сада — 367 га. В зелёной зоне города, на полуострове Бараний Берег расположен ландшафтный заказник «Заозерский» (Заозерское лесничество Петрозаводского лесхоза).

### Экологическое состояние
В пределах городской черты загрязнения почв пестицидами сверх максимально допустимого уровня не отмечалось. Загрязнение земель нефтепродуктами имеет место на территориях промышленных предприятий и вдоль железных дорог. Загрязнения свинцом и цинком сверх предельно допустимой концентрации отмечается в верхних слоях почвы вдоль автомобильных и железнодорожных магистралей.

## История
Дата основания города — 1 сентября 1703 года, когда на берегу Онежского озера, по указу Петра I, было начато строительство казённого оружейного завода. Дата присвоения статуса города — 21 марта (1 апреля) 1777 года.
В 1788 году в Петрозаводске была построена первая в мире железная дорога заводского назначения — «чугунный колесопровод» на Александровском заводе для нужд предприятия (ныне элементы «чугунного колесопровода» представлены в Галерее промышленной истории Петрозаводска на Литейной площади и Национальном музее Республики Карелия в Губернаторском саду).

### Муниципальный статус
- с 19 октября 1999 года — Муниципальное образование «Город Петрозаводск»;
- Петрозаводское городское поселение;
- с 16 мая 2007[уточнить] года — Петрозаводский городской округ[32].

## Население
| 1723     | 1787     | 1801     | 1811     | 1840     | 1856     | 1863     | 1867     | 1897     | 1913     | 1914     |
| -------- | -------- | -------- | -------- | -------- | -------- | -------- | -------- | -------- | -------- | -------- |
| 2000     | →2000    | ↗4700    | →4700    | ↗5100    | ↗10 100  | ↗11 400  | ↗11 431  | ↗13 000  | ↗16 200  | ↗16 400  |
| 1926     | 1931     | 1933     | 1937     | 1939     | 1956     | 1959     | 1962     | 1967     | 1970     | 1973     |
| ↗25 989  | ↗37 569  | ↗50 500  | ↗61 399  | ↗69 723  | ↗118 000 | ↗135 256 | ↗142 000 | ↗171 000 | ↗184 481 | ↗198 000 |
| 1975     | 1976     | 1979     | 1982     | 1985     | 1986     | 1987     | 1989     | 1990     | 1991     | 1992     |
| ↗222 000 | →222 000 | ↗234 103 | ↗243 000 | ↗256 000 | →256 000 | ↗264 000 | ↗269 485 | ↗276 000 | ↗277 000 | ↗280 000 |
| 1993     | 1994     | 1995     | 1996     | 1997     | 1998     | 1999     | 2000     | 2001     | 2002     | 2003     |
| ↘279 000 | →279 000 | ↗281 000 | ↗282 000 | →282 000 | →282 000 | ↗282 500 | ↘282 100 | ↗282 900 | ↘266 160 | ↗266 200 |
| 2004     | 2005     | 2006     | 2007     | 2008     | 2009     | 2010     | 2011     | 2012     | 2013     | 2014     |
| →266 200 | ↘266 000 | ↘265 100 | ↗266 300 | ↗268 800 | ↗271 112 | ↘261 987 | ↗263 500 | ↗265 263 | ↗268 946 | ↗272 101 |
| 2015     | 2016     | 2017     | 2018     | 2019     | 2020     | 2021     | 2023     | 2024     | 2025     |          |
| ↗275 346 | ↗277 111 | ↗278 551 | ↗279 190 | ↗280 170 | ↗281 023 | ↘234 897 | ↗235 793 | ↘235 694 | ↘234 577 |          |

На 1 января 2025 года по численности населения город находился на 84-м месте из 1124 городов Российской Федерации.
В населении Петрозаводска преобладают русские. Кроме того, город является местом компактного проживания карел (в городе проживает 20 % карел республики) и вепсов (в городе проживает больше половины всех вепсов Карелии и четверть всех вепсов России). В целом, в Петрозаводске проживают представители около 50 национальностей.
За время советской власти в Петрозаводске (с 1918 по 1991 гг.), население города увеличилось более, чем в 14 раз — с 19,8 тыс. чел. до 283 тыс. чел.
| Национальности | 1926   | 1926  | 1933   | 1933  | 2002    | 2002 | 2010    | 2010 |
| Национальности | число  | %     | число  | %     | число   | %    | число   | %    |
| -------------- | ------ | ----- | ------ | ----- | ------- | ---- | ------- | ---- |
| Всего          | 27 105 | 100   | 47 502 | 100   | 244 760 | 100  | 248 494 | 100  |
| русские        | 23 112 | 85,27 | 39 858 | 83,91 | 218 182 | 81,8 | 215 549 | 86,7 |
| карелы         | 2193   | 8,09  | 3771   | 7,94  | 13 527  | 5,1  | 9889    | 4,0  |
| финны          | 668    | 2,46  | 749    | 1,58  | 7383    | 2,8  | 4493    | 1,8  |
| прочие         | 1132   | 4,18  | 3124   | 6,64  | 5668    | 10,3 | 18 563  | 7,5  |

По итогам переписи населения 2020 года проживали следующие национальности (национальности менее 0,1 % и другое, см. в сноске к строке «Другие»):
| Национальность | Численность, чел. | Доля     |
| -------------- | ----------------- | -------- |
| Русские        | 163 722           | 69,70 %  |
| Карелы         | 6258              | 2,66 %   |
| Белорусы       | 2160              | 0,92 %   |
| Украинцы       | 2066              | 0,88 %   |
| Финны          | 1770              | 0,75 %   |
| Вепсы          | 1337              | 0,57 %   |
| Армяне         | 714               | 0,30 %   |
| Азербайджанцы  | 654               | 0,28 %   |
| Татары         | 386               | 0,16 %   |
| Таджики        | 340               | 0,14 %   |
| Узбеки         | 291               | 0,12 %   |
| Цыгане         | 277               | 0,12 %   |
| Другие         | 54 922            | 23,40 %  |
| Итого          | 234 897           | 100,00 % |

## Органы власти

### Местное самоуправление
Петрозаводский городской совет — представительный орган Петрозаводского городского округа, состоящий из 28 депутатов, избираемых на пять лет по смешанной системе — 14 по партийным спискам, 14 по одномандатным избирательным округам. Действующий состав был избран на выборах 19 сентября 2021 года. Председателем городского совета 7 октября 2021 года была избрана Надежда Ильнуровна Дрейзис (Единая Россия).
Глава Петрозаводского городского округа — высшее выборное должностное лицо Петрозаводского городского округа. До 2015 года избирался гражданами; с августа 2015 года избирается на 5 лет депутатами городского совета из кандидатов, представленных конкурсной комиссией. Комиссию формируют депутаты Петросовета и Глава Республики Карелия. С 14 мая 2021 года должность занимает Владимир Любарский, избранный Петрозаводским городском Советом.
С 2023 года данную должность занимает Инна Колыхматова
Администрация Петрозаводского городского округа — исполнительно-распорядительный орган, формируемый главой города и являющийся постоянно действующим органом местного самоуправления без установленного срока полномочий.
В Петрозаводске также располагаются органы местного самоуправления Прионежского района Республики Карелия, в состав которого город Петрозаводск не входит.

### Республиканские
В Петрозаводске находятся все законодательные, исполнительные и судебные органы власти республики. Правительство Республики Карелия и администрация Главы Республики Карелия расположены в одном здании на проспекте Ленина, Законодательное Собрание и Конституционный суд в одном здании на улице Куйбышева, Верховный суд — на улице Кирова, Арбитражный суд Республики Карелия — на Красноармейской улице.
- Здание Правительства и администрации Главы республики
- Здание Законодательного Собрания
и Конституционного Суда
- Здание Верховного суда
- Здание Пенсионного фонда РФ по РК
- Здание Арбитражного суда Республики Карелия

### Федеральные
В Петрозаводске находятся представительства федеральных органов власти на территории Республики Карелия:
- Прокуратура Республики Карелия
- Следственное управление Следственного комитета РФ[86]
- Министерство внутренних дел по Республике Карелия
- МЧС России
- Военный комиссариат
- Карельская таможня Северо-Западного таможенного управления Федеральной таможенной службы
- отделение пенсионного фонда
- управление федеральной почтовой связи — филиал АО «Почта России»
- региональное отделение Фонда социального страхования

Управления по Республике Карелия федеральных министерств и департаментов:
- Министерства юстиции
- Судебного департамента
- Министерства промышленности и торговли по Северному району

Управления и территориальные отделы по Республике Карелия федеральных служб:
- Федеральной службы безопасности и пограничное управление ФСБ
- Федеральной службы исполнения наказаний
- Федеральной службы судебных приставов Архивная копия от 21 сентября 2011 на Wayback Machine
- Федеральной миграционной службы
- Федеральной налоговой службы
- Федеральной антимонопольной службы
- Федерального казначейства
- Федеральной службы финансово-бюджетного надзора
- регионального отделения федеральной службы по финансовым рынкам в СЗФО
- федеральной службы по надзору в сфере связи, информационных технологий и массовых коммуникаций
- Федеральной службы по надзору в сфере защиты прав потребителей и благополучия человека
- Федеральной службы по надзору в сфере природопользования (Росприроднадзора)
- Федеральной службы государственной регистрации, кадастра и картографии
- Федеральной службы по надзору и контролю в сфере образования в структуре Министерства образования
- государственного автодорожного надзора Федеральной службы по надзору в сфере транспорта
- государственная инспекция труда Федеральной службы по труду и занятости
- Федеральной службы государственной статистики — Карелиястат
- Федеральной службы по ветеринарному и фитосанитарному надзору по Республике Карелия, Архангельской области и Ненецкому автономному округу управление Северо-Западное Управление Федеральной службы по экологическому, технологическому и атомному надзору по Республике Карелия (Ростехнадзор)

Управления по Республике Карелия федеральных агентств:
- по недропользованию
- по управлению государственным имуществом
- по техническому регулированию и метрологии Министерства промышленности и энергетики (ранее — Госстандарт России). Территориальный орган — федеральное государственное учреждение «Карельский центр стандартизации, метрологии и сертификации»
- водных ресурсов — отдел водных ресурсов Невско-Ладожского бассейнового водного управления

## Территориальное деление
С 1988 года официальные городские районы Петрозаводска (Октябрьский и Ленинский) — упразднены. С тех пор районами петрозаводчане называют микрорайоны, исторически сложившиеся топонимы, которые делятся ещё на более мелкие микрорайоны, а они, в свою очередь, могут также делиться.
В настоящее время в состав Петрозаводска входят следующие микрорайоны: Бараний берег, Выгойнаволок, Голиковка, Древлянка, Железнодорожный (Пятый посёлок), Зарека, Зимник, Ивановские острова, Кукковка, Ключевая, Октябрьский, Окунья Тоня, Онежский, Первомайский, Перевалка, Пески, Птицефабрика, Радиозавод, Рыбка, Сайнаволок, Северная промзона, Силикатный завод, Соломенное, Сулажгора, посёлок Сулажгорского кирпичного завода, посёлок Совхоза «Тепличный», Томицы, Центр и Южная промзона. Самыми крупными микрорайонами являются Древлянка (60 тысяч жителей) и Кукковка (50 тысяч жителей).
- Микрорайоны Петрозаводска
- Вид на район Голиковка в феврале 2022 года
- Вид на Петрозаводск летом с возвышенности (июль 2022 года). Вдали виднеется Онежское озеро
- Вид на центр города — проспект Ленина — утром (июль 2022 года)

## Символика города

### Гимн
В 2001 году администрация города объявила конкурс по созданию гимна. Планировалось принять гимн к празднованию 300-летия основания города. Конкурс проводился одновременно на текст и музыку гимна. Текст и музыка рассматривались конкурсной комиссией как целостное, неделимое произведение. На итоговом заседании жюри конкурса прослушало 20 представленных проектов гимна, однако гимн города принят не был.

## Здравоохранение
- Республиканская больница им. В. А. Баранова
- Детская республиканская больница им. И. Н. Григовича
- Республиканская инфекционная больница
- Республиканский перинатальный центр
- Республиканский стоматологический центр
- Республиканский кожно-венерологический диспансер
- Республиканский наркологический диспансер
- Республиканский онкологический диспансер
- Республиканский противотуберкулезный диспансер
- Республиканская станция переливания крови
- Центр гигиены и эпидемиологии в Республике Карелия
- Больница скорой медицинской помощи
- Городская детская больница
- Родильный дом им. К. А. Гуткина
- Госпиталь для ветеранов войн. 23 февраля 1990 года Республиканская больница № 2 реорганизована в республиканский терапевтический госпиталь для инвалидов Отечественной войны[88]
- Городская поликлиника № 1
- Городская поликлиника № 2
- Городская поликлиника № 3. Открыта 5 марта 1996 года[89]
- Городская поликлиника № 4
- Городская детская поликлиника № 1
- Городская детская поликлиника № 2
- Центр паллиативной медицинской помощи
- Врачебно-физкультурный диспансер
- Бюро судебно-медицинской экспертизы
- Медико-санитарная часть № 10 ФСИН

## Экономика

### Бюджет
В структуре налоговых и неналоговых доходов наибольший удельный вес занимают налог на доходы физических лиц — 36,8 %, доходы от платных услуг — 26,4 %, доходы от использования и реализации имущества — 24 %. Остальные доходные источники имеют удельный вес менее трёх процентов. Доля расходов на образование, здравоохранение, культуру и социальную политику превышает 70 % от общего объёма расходов.
Основные параметры бюджета 2014 года: доходы составили — 4,913 млрд рублей, расходы — 5,238 млрд рублей. Бюджет Петрозаводска дефицитный.

### Энергетика
Основным источником электроэнергии и теплоснабжения города является Петрозаводская ТЭЦ. Около 85 % тепла и около трети всей электроэнергии, потребляемой городом, подаётся с ТЭЦ.

### Промышленность
Промышленность Петрозаводска представлена машиностроением и металлообработкой, лесной и деревообрабатывающей, камнеобрабатывающей, строительной, пищевой, лёгкой и полиграфической отраслями.
Основные виды промышленной продукции, которые выпускают предприятия Петрозаводска, — электроэнергия, теплоэнергия, оборудование реакторных установок АЭС (с 2010 года), транспортные упаковочные комплекты на базе контейнеров из высокопрочного чугуна для транспортировки и хранения отработанного ядерного топлива, химическое и нефтегазовое оборудование, оборудование для ЦБП и запчасти к нему, трелёвочные машины, пиломатериалы, в том числе экспортные, строганые изделия, оконные и дверные блоки, деревообрабатывающие и камнеобрабатывающие станки, изделия из природного камня (габбро-диабаз, малиновый кварцит и пр.), спортивное оборудование, швейные и трикотажные изделия, кожаная обувь, колбасные изделия и мясные полуфабрикаты, цельномолочная продукция, мороженое, хлеб, хлебобулочные и кондитерские изделия, ликёро-водочная продукция, товары народного потребления, сувенирные изделия и прочее.

### Финансовые услуги
В городе расположен Национальный банк Республики Карелия и филиалы российских и зарубежных коммерческих банков: «Ак Барс банк», «Возрождение», «ВТБ 24», «Росгосстрах Банк», «Росбанк», «Россельхозбанк», «Сбербанк», «Связь-Банк», «Уралсиб», «Райффайзенбанк», «Русский стандарт», «ИХ ФИНАМ» и др. Всего насчитывается около 30 банков и их филиалов.

### Торговля
В городе представлены магазины федеральных и местных торговых сетей, имеются несколько рынков. Крупные торговые центры: «Лотос-Plaza», «Макси», «Тетрис». Крупные торговые сети: «Лента», «Sunlight», «Много мебели», «Светофор», «Детский мир», «New Yorker», «Снежная Королева», «Буквоед», «Пятёрочка», «Дикси», «Рив Гош», «АДАМАС», «Магнит», «Перекрёсток», «DNS», «Ситилинк», «М.Видео», «Вкусвилл», «Fix Price», «Л’Этуаль», «Спортмастер», «ZENDEN», «Эльдорадо», «Читай-город», «Gloria Jeans», «Красное&Белое», «Сигма».

## Транспорт

#### Автомобильное сообщение
Расстояние до Москвы составляет 1010 км, Санкт-Петербурга — 412 км, расстояние до Финляндии по маршруту международной автострады «Голубая дорога» не превышает 350 км. Через город проходит федеральная автомагистраль E 105 Р21 «Кола» (Санкт-Петербург — Мурманск — Норвегия). Кроме этого Петрозаводск является началом ряда дорог: регионального значения А133 Петрозаводск — Суоярви и федеральной автодороги А215 Лодейное Поле — Вытегра — Прокшино — Плесецк — Брин-Наволок, подъезд к Петрозаводску (ранее — региональная автодорога Петрозаводск — Вознесенье, передана в федеральную собственность в августе 2019 года).

#### Железная дорога
Станция Петрозаводск — крупный узел железнодорожных линий (на Санкт-Петербург, Мурманск, Сортавала, Костомукшу).
Железнодорожные перевозки осуществляет Октябрьская железная дорога (филиал ОАО Российские железные дороги). В рамках инвестиционной программы ОАО «РЖД» в 2005 году был электрифицирован участок железной дороги Идель — Петрозаводск — Свирь. Фирменный поезд ОЖД № 17/18 «Карелия» (Петрозаводск—Москва). Другими поездами местного формирования являются «Калевала» (Петрозаводск — Санкт-Петербург) и «Петрозаводск — Костомукша». 28 декабря 2012 началось пробное движение поезда Петрозаводск — Йоэнсуу.
Пригородные железнодорожные перевозки осуществляет «Северо-Западная пригородная пассажирская компания».
В Петрозаводске планируется к запуску маршрут городской электрички «Кондопога — Петрозаводск — Деревянка». На первом этапе движение будет осуществляться 4 раза в день, с остановками на 4 станциях: «Томицы», «Петрозаводск-Пассажирский», «Голиковка» и «Онежский». Запуск первого этапа планируется в мае 2025 года. Второй этап, включающий себя обустройство новых остановочных пунктов и продление пути за пределы Петрозаводска, будет проходить летом 2025 года.

#### Троллейбус
Дата начала регулярного троллейбусного движения — 5 сентября 1961 года. По состоянию на февраль 2025 года, в городе эксплуатировался 61 троллейбус 
Петрозаводская троллейбусная система насчитывает 6 действующих маршрутов по состоянию на февраль 2025 года. Протяжённость контактной сети троллейбуса в однопутном исчислении составляет 95,5 километра. Стоимость проезда составляет 40 рублей (с 1 июля 2024 года). В 2022 году началась закупка новых троллейбусов.

#### Автобус
9 мая 1915 года в Петрозаводске открыто автобусное движение. Первоначально в роли автобуса выступил пятиместный автомобиль, который принадлежал А. В. Тимофеевой. Государственный автобусный парк в Петрозаводске появился в 1921 году (будущая Автоколонна № 1126). Автобус в Петрозаводске действует и сейчас.

#### Воздушное сообщение
В 12 км северо-западнее от города расположен аэропорт. Регулярные рейсы в Москву были возобновлены 30 мая 2009 года, на Хельсинки и Санкт-Петербург в ноябре 2011 г. Рейсы осуществляются компанией «РусЛайн». За последние 10 лет аэропорт Бесовец успел трижды сменить владельцев и дважды обанкротиться. На сегодняшний день аэропорт является собственностью государства. Также в Петрозаводске действует аэропорт Пески, из которого с ноября по май осуществляются еженедельные вертолётные рейсы на Кижи и Сенную Губу, а также Пудож. Раньше действовал Гидропорт.
20 августа 2020 открылся новый аэровокзал площадью 3,7 тысячи м².
Аэропорт «Петрозаводск» имеет статус Международного аэропорта.

#### Водный транспорт
В сентябре 1704 года, для доставки водным путём на Олонецкую верфь пушек с ядрами, произведённых на Шуйском оружейном заводе, в устье реки Лососинка была построена пристань.
В XIX веке появляются частные пароходства, устойчивые связи с пристанью Вознесенье на реке Свири, с середины XIX века — с Санкт-Петербургом, а также Повенцом и Пудожем.
В начале-середине XX века функционировали водные линии Северо-Западного речного пароходства, а с 1940 года — Беломорско-Онежского пароходства.
В настоящее время в навигацию работают туристическая линия на Кижи, линии местного сообщения до Сенной Губы, Великой Губы и Шалы (пристань на Онежском озере неподалёку от г. Пудож), осуществляемые скоростными судами на подводных крыльях судоходной компании «КарелияФлот» и транспортной компании «Кижское ожерелье». Также в Петрозаводск заходят круизные теплоходы российских туристических компаний по пути на Кижи. Существовавшая с начала 1920-х гг. внутригородская теплоходная линия Водный вокзал — Бараний Берег в 2010 г. отменена.

### Жилищно-коммунальное хозяйство
В ноябре 1935 года в Петрозаводске пущена первая линия водопровода.
Площадь жилищного фонда Петрозаводска в 2009 году составила 5997 тысяч м²., в том числе частного сектора — 4198 тыс. кв. м. Большая часть жилищного фонда города представлена многоэтажными домами (5—28 этажей). Самое высокое здание 31 этаж — «Высокий стандарт» на ул. Чапаева. Уровень благоустроенности многоквартирных домов характеризуется следующими данными: централизованным отоплением оборудовано 92,9 %, централизованным горячим водоснабжением — 87,6 %, водопроводом — 95,9 %, канализацией — 95,5 %, газом — 43,6 % от общей площади жилого фонда. Средняя обеспеченность населения общей площадью квартир — 22,2 м². на чел.

#### Предприятия сферы ЖКХ
На рынке жилищно-коммунальных услуг Петрозаводска работают более 35 предприятий различных форм собственности. Работники ЖКХ обеспечивают эксплуатацию, ремонт и модернизацию инженерных систем водоснабжения, водоотведения, электроснабжения, газоснабжения и теплоснабжения. Численность работников занятых в сфере ЖКХ — 4,5 тыс. человек.

#### Управляющие компании
В городе работают управляющие компании и действуют товарищества собственников жилья. Под управлением ТСЖ находится 10 % многоквартирных домов Петрозаводска.

## Образование
В городе расположены два высших учебных заведения (не считая филиалов вузов из других городов). Среди них самым крупным является Петрозаводский государственный университет, основанный в 1940 году. Карельская государственная педагогическая академия основана в 1931 году как институт, в 1996 году получил статус университета. В 2013 году КГПА признана неэффективным вузом и присоединена к Петрозаводскому государственному университету. Также в Петрозаводске действует Петрозаводская государственная консерватория им. Глазунова.
Среди филиалов общероссийских высших учебных заведений в Петрозаводске расположены:

### Государственные
- Карельский филиал Российской академии народного хозяйства и государственной службы при Президенте РФ[117];
- Северный институт (филиал) Всероссийского государственного университета юстиции (РПА Минюста России) в г. Петрозаводске[118]

### Негосударственные
Система среднего образования в Петрозаводском городском округе представлена учреждениями начального и среднего профессионального образования. В Петрозаводске находится 16 средних учебных заведений. Среди них музыкальный колледж, Петрозаводское президентское кадетское училище, медицинский базовый колледж, лесотехнический техникум, педагогический колледж, машиностроительный колледж, автотранспортный техникум, речное училище, и колледж железнодорожного транспорта.
В Петрозаводске, по состоянию на 2010 год, работает более 40 общеобразовательных учреждений, из них: 3 гимназии, 5 лицеев, 3 основные школы, 29 средних (полных) школ (в том числе одна национальная финно-угорская школа). Также в городе действует 86 детских садов.

## Наука
В Петрозаводске находится Карельский научный центр Российской академии наук — один из крупнейших научных центров на Северо-Западе России, научно-исследовательские институты в области сельского, рыбного и лесного хозяйства, Карельский институт развития образования, ряд проектных организаций.

## Культура

### Музеи
В Петрозаводске действует три государственных и республиканских музея: Музей-заповедник Кижи (В Петрозаводске действует два выставочных зала), Музей изобразительных искусств Республики Карелия, основанный в 1960 году и расположившийся в здании бывшей Олонецкой губернской мужской гимназии XVIII века, и Национальный музей Республики Карелия, открытый в 1871 году в одном из старейших зданий в городе — губернской канцелярии. Также в городе работает единственная частная художественная галерея «Дом куклы». При Институте геологии Карельского Научного Центра РАН работает Музей геологии докембрия. Работает также Музей промышленной истории Петрозаводска. В Петрозаводске есть Морской музей «Полярный Одиссей» (открыт в 1996 году) и музей Почты (открыт в январе 1995 года в здании Петрозаводского почтамта). В помещении на территории РСК «Курган» открыт музей истории карельского спорта. С 2017 года на улице Ригачина работает частный музей истории Советско-финляндской войны. В 2018 году появился музей при Петрозаводском государственном университете — музей истории туризма Карелии.
Кроме того, в некоторых предприятиях и организациях имеются свои музеи, посвящённые истории или деятельности организаций.

### Театры
В Петрозаводске действуют пять профессиональных театров:
- Национальный театр Республики Карелия;
- Музыкальный театр Республики Карелии;
- Театр кукол Республики Карелия;
- Театр драмы Республики Карелия «Творческая Мастерская»;
- «Ad Liberum».

- Национальный театр Республики Карелия
- Музыкальный театр Республики Карелия
- Театр кукол Республики Карелия

### Филармония
В Петрозаводске находится Карельская государственная филармония. Это крупнейшая в республике концертная организация. В составе филармонии два концертных коллектива — Симфонический оркестр (художественный руководитель и главный дирижёр — Анатолий Рыбалко), и Оркестр русских народных инструментов «Онего» (художественный руководитель и главный дирижёр Геннадий Миронов). Филармония размещается в большом современном здании и располагает Большим концертным залом (546 мест) и Выставочно-концертным залом (100 мест). В Выставочно-концертном зале постоянно экспонируются живопись, графика, фотография, скульптура, произведения дизайнерского и декоративно-прикладного искусства.

### Библиотеки
Главным книгохранилищем Республики Карелии является Национальная библиотека Республики Карелия, открытая в 1833 году в Петрозаводске. Также в Петрозаводске действует 9 библиотек в районах города, которые оказывают населению библиотечные, информационные и досуговые услуги.

### Архивы
В Петрозаводске находятся Национальный архив Республики Карелия — одно из крупнейших хранилищ документов XVIII—XXI веков на Севере России, основанное в 1918 году и Муниципальный архив города Петрозаводска — хранилище архивных документов, образовавшихся в процессе деятельности Администрации Петрозаводского городского округа, Петрозаводского городского Совета, некоторых муниципальных предприятий и учреждений города Петрозаводска.

### Архитектура и достопримечательности
Петрозаводску присвоен статус исторического города России.
Наиболее привлекательные объекты для туристов:
- Онежская набережная — музей под открытым небом, в котором находится памятник основателю города — императору Петру I, многочисленные памятники-подарки от городов-побратимов, Дерево желаний, а также другие скульптуры и сооружения.
- Площадь Ленина — бывшая Круглая площадь, названная в честь Владимира Ильича Ленина.
- Проспект Ленина — главная улица Петрозаводска. Основные объекты — университет, гостиница «Северная» и фонтан около неё, фонтан «Юность», галерея городов-побратимов.
- Парк Культуры и отдыха — бывший Петровский сад (Летний сад) заложен в 1703 году. Старейший парк в России, в котором установлен памятник Петровскому заводу, имеется недействующий фонтан на месте пруда, который находился ранее при Дворце Петра Великого. В настоящее время является развлекательным комплексом с множеством аттракционов и т. п.[141]
- Площадь Кирова (Музей изобразительных искусств, 4 из 5 городских театров) и Аллея городов-побратимов с «Деревом Дружбы».
- Проспект Карла Маркса.
- Кафедральный собор Александра Невского.
- Крестовоздвиженский собор.
- Каменный бор с каменным карьером-озером.
- Лыжный комплекс Курган.
- Конно-спортивный комплекс.
- 30 августа 1885 года в Петрозаводске открылся один из первых в России памятников Александру II[142], снесённый в 1918 году и отправленный на переплавку[143].

### Кинотеатры
Кинотеатр «Калевала» является самым крупным в Республике Карелия. В 2009 году открылся центр культуры «Премьер», где работают два кинозала. В 2011 году в Петрозаводске был открыт шестизальный кинотеатр «Мираж Синема», а в августе 2012 года «Мираж Синема» открылся в торговом центре «Макси».
В мае 2015 года кинотеатр «Мираж Синема» открылся в новом ТРЦ «Лотос-Plaza».
Ранее в Петрозаводске также действовали кинотеатры «Атмосфера», «Победа», «Сампо», «Галактика», «Искра», «Строитель», «Ренессанс», «Красная звёздочка», «Триумф», «Сатурн», «Карелкинопрокат» и в здании университета. В 2009 году на здании бывшего кинотеатра «Искра» была установлена памятная доска, посвящённая 50-летию кинотеатра.

### День города
День города в Петрозаводске празднуется в последнюю субботу июня. Отмечается в честь освобождения города от армии Финляндии. В День города в Петрозаводске проводятся различные мероприятия, посвящённые этому событию — выступление городских властей, праздничные парады и шествия. Чаще всего ко дню города приурочивается открытие новых городских памятников, окончание ремонта старых или строительства новых объектов. В этот день проводят ярмарки и праздничные концерты с участием приглашённых звёзд российской эстрады и творческих коллективов города. Вечером в день города звучат залпы праздничного салюта.
В 2011 году (в связи с авиакатастрофой в аэропорту «Бесовец») день города не отмечался.
В 2016 году (в связи с трагедией на Сямозере) день города не отмечался.
В 2020 году (в связи с пандемией коронавирусной инфекции) день города не отмечался.

### Международный зимний фестиваль «Гиперборея»
Название фестиваля заимствовано из древнегреческой мифологии, где Борей — бог северного ветра, а страна «Гиперборея» — «страна по ту сторону северного ветра».
С 1998 года в Петрозаводске проходит Международный конкурс снежных и ледовых скульптур. Идея организовать зимний фестиваль «Гиперборея» родилась на Форуме городов 60-й параллели, который в 2001 году прошёл в Сургуте. В 2005 году была разработана концепция фестиваля, как праздника единения северян и культурного взаимообмена между народами.
Идея фестиваля — представление привлекательной стороны жизни на Севере, развитие культурного обмена между городами, где зима — основное время года.
«Гиперборея» проходит в Петрозаводске ежегодно в феврале на Онежской набережной. Фестивальная программа объединяет проекты учреждений культуры, образования, спорта и творческие инициативы горожан.

### Музыкальный фестиваль «Белые ночи Карелии»
С 2004 года проводится международный музыкальный фестиваль в Петрозаводской государственной консерватории имени А. К. Глазунова

### Летний ландшафтный фестиваль «Созвучие белых ночей»
Фестиваль «Созвучие белых ночей» традиционно проходит летом с 2004 года. На набережной Онежского озера собираются симпозиумы скульпторов, которые выполняют работы из дерева и камня. Для создания скульптур из древесины используют двухметровые сосновые брёвна, а каменные фигуры вырезают из карельского гранита. Ежегодно набережная пополняется новыми произведениями искусств, что привлекает большее число туристов.

### Фестиваль живой музыки «Воздух»
Международный музыкальный фестиваль «Воздух» проводился в Петрозаводске ежегодно с 2005 по 2010 и с 2013 по 2015 годы. Традиционно фестиваль живой музыки проходит под открытым небом в последние выходные июня. На «Воздух» съезжаются известные отечественные и зарубежные артисты, играющие в стиле рок. Они выступают на основной сцене. Кроме неё есть и альтернативная, где проходят концерты молодых команд из разных городов, в том числе и местных.
На территории расположен также палаточный городок, где живут в течение фестиваля многие его гости. Кроме того, в охраняемом лагере есть зоны общественного питания, площадки для спортивных игр, информационный центр и другие удобства.

## СМИ
В городе повсеместно принимаются сигналы федеральных телеканалов и радиостанций. Местные теле- и радиокомпании занимаются ретрансляцией федеральных каналов, а также делают свои программы. Распространено кабельное телевидение, предоставляющее доступ к гораздо большему числу каналов. Печатаются газеты и журналы.
В Петрозаводске выпускается единственная в Карелии республиканская газета детей и подростков «Моя газета +» (официально зарегистрированное детское СМИ).
Особенностью петрозаводской прессы является большое количество газет и журналов на прибалтийско-финских языках (финском, карельском, вепсском). В эфире телеканала «Карелия» и радиостанции «Радио Карелия» ведутся передачи на национальных языках республики.

## Спорт

### Спортивные объекты
- Стадион «Спартак» (улица Герцена, 1).
- Стадион «Юность» (проспект Карла Маркса, 4).
- Стадион «Локомотив» (Муезерская улица).
- Стадион «Машиностроитель» (улица Лисицыной, 23).
- Стадион «ПЛМК» (трасса для мотокросса) (Соломенское шоссе).
- Стадион «Динамо» (улица Халтурина) прекратил существование в 1990-х гг., в 2022 г. около стадиона открыт ФОК «Динамо»[150]
- Спортивный комплекс «Луми» (Неглинская набережная, 52).
- Ледовая площадка «Вега» (набережная Варкауса).
- Лыжная трасса «Фонтаны» (Древлянка).
- Городской лыжный стадион (Древлянка).
- Детский горнолыжный центр «Горка» (Лососинское шоссе, 17).
- Республиканский спортивный комплекс «Курган» с построенным в 2009 году биатлонным стрельбищем[151] (Курганский проезд, 1).
- Водно-спортивный центр «Акватика» (Пушкинская улица, 7).
- Дом бокса им. Л. Левина (ул. Шотмана, 38/А)[152].
- Дом Физической культуры (Пушкинская улица, 7).
- Конно-спортивный центр (Лесной проспект, 3).
- Выставочно-развлекательный центр «Калейдоскоп» (ранее — Спортивно-концертный комплекс «Центр») (набережная Варкауса, 12).
- В микрорайоне Ключевая построен физкультурно-оздоровительный комплекс Газпрома.
- Дворец спорта «Корал» (улица Пограничная 50; Сулажгора).

В 2008 году правительство республики приняло решение построить в Петрозаводске на Комсомольском проспекте в районе Кургана Ледовый дворец на 3 500 зрителей. Однако строительство так и не было начато.

### Спортивные объединения
Большинство спортивных федераций Республики Карелия находятся в Петрозаводске. Это федерации автомобильного спорта, аэробики, баскетбола, бокса, биатлона. спортивного бильярда, спортивного боулинга, волейбола, вольной борьбы, гиревого спорта, игры го, дзюдо, каратэ-до, каратэ Кёкусинкай IFK (Международная Федерация карате), кендо и иайдо, кикбоксинга и тайского бокса, конного спорта, конькобежного спорта, лёгкой атлетики (две федерации), лыжных гонок, настольного тенниса, парусного спорта, плавания, самбо и дзюдо, спортивной гимнастики, спортивного ориентирования, танцевального спорта, тенниса, спортивного туризма, тхэквондо (ITF — Международная Федерация Тхэквондо, WTF — Всемирная Федерация тхэквондо), ушу, флорбола, футбола, хоккея, художественной гимнастики, регби, полиатлона, триатлона.
Карельская региональная общественная организация охотников и рыболовов. Также в 2012 году в городе появилась Карельская Федерация Американского футбола и Петрозаводская команда «Karelian Gunners» («Карельские Оружейники»). В 2013 году появилась команда черлидеров «Nika». В сезоне 2016—2017 гг. в первенстве Северо-Западного федерального округа среди любительских команд по хоккею участвовал петрозаводский ХК «Карелтрансгаз», домашней ареной которого является СК «Луми», там же проводятся первенства Карельской федерации хоккея.
Футбольный клуб «Карелия» участвовала в Первенстве и Кубке МРО «Северо-Запад» (третий дивизион/ЛФК) сезонов 2018 и 2019 годов под названием «Сборная Республики Карелия по футболу», в 2024 гг. на стадионе «Юность» проводятся соревнования чемпионата Северо-Западного федерального округа по футболу, Молодёжной лиги Северо-Запада и Юношеской футбольной лиги Северо-Запада.
В довоенное время и до конца 1980-х гг. в г. Петрозаводске был развит и популярен хоккей с мячом. После окончания Великой Отечественной войны до 1959 года в чемпионатах СССР участвовали клубы по хоккею с мячом «Локомотив» (1951—1953), ОДО (Окружного дома офицеров) (1953—1957), «Онежец» («Торпедо») (1957—1959). Сборная команда Петрозаводска по бейсболу стала чемпионом СССР в 1934 г..
В Чемпионате России по флорболу среди женщин (высшая лига) в сезоне 2019/2020 гг. участвует Сборная Республики Карелия из Петрозаводска, 1-й этап соревнования прошёл в ДС Корал.
С 2019 г. в Петрозаводске проводятся этапы кубка мира по зимнему плаванию.

#### Городское ориентирование
В Петрозаводске регулярно проходят разнообразные игры по городскому ориентированию: ночная игра «Дозор» (с 2006 года), квест школьников и учителей «Древлянский дозор» (с 14 апреля 2009 года), «Добрый квест» (16 апреля 2010 года), «Историко-культурный квест» (2010 год), «Найт лига», «Мегаквест», ночной автоквест «Энкаунтер» (с 2007 года).

## Религия
В Петрозаводске действуют: Петрозаводская и Карельская епархия Русской православной церкви (Московский патриархат), Римско-католическая церковь, Евангелическо-лютеранская церковь Ингрии, Союз христиан веры евангельской пятидесятников Карелии, Карельский корпус Санкт-Петербургского отделения христианской церкви «Армия Спасения», Церковь христиан-адвентистов Седьмого Дня, Петрозаводская еврейская религиозная община, мусульманская религиозная организация.

## Кладбища
Порядок деятельности общественных кладбищ Петрозаводского городского округа определяется постановлением Главы Петрозаводского городского округа.

## Награды и звания
- Почтовая марка России. Петрозаводск-город воинской славы (2016)1978 год — Орден Трудового Красного Знамени.
- 1999 год — Почётный знак «Жар-птица», звание «Город, благожелательный к ребёнку»[175].
- 2003 год — Орден Петра Великого[176].
- 2009 год — Премия Европы[177].
- 2011 год — специальный приз за развитие конкурентной среды в муниципальном хозяйстве в конкурсе на звание «Самое благоустроенное городское (сельское) поселение России» за 2010 год (номинация «Административные центры и столицы субъектов Российской Федерации»[178].
- 2015 год — почётное звание Российской Федерации — Город воинской славы[14]..

## Почётные граждане
Горожанам, внёсшим выдающийся вклад в развитие города, присваивается почётное звание «Почётный гражданин города Петрозаводска».

## Внешние связи
В Петрозаводске созданы и функционируют ряд организаций, основной задачей которых является развитие международных связей (в их числе: Шведско-карельский информационный и бизнес центр, Петрозаводский контактный центр Совета Министров Северных стран, Бюро общества «Запад — Восток» города Тюбингена, Региональное бюро поддержки программы Тасис, Русско-немецкий центр встреч, Карельский центр энергоэффективности, Немецкий культурный центр, Петрозаводский офис Технического секретариата программы «Добрососедство» Еврорегиона Карелия, Карельский Баренц-центр). Активно работают более 10 обществ дружбы с зарубежными странами. В Петрозаводске проходят дни культуры разных стран, а также международные конференции, семинары и выставки.

### Города-побратимы
С 1965 по 2023 годы Петрозаводск установил побратимские и партнёрские отношения со следующими городами мира:
- Варкаус, Финляндия[179]
- Нойбранденбург, Германия[180]
- Ла-Рошель, Франция[181]
- Умео, Швеция[182]
- Дулут, США[183]
- Тюбинген, Германия[184]
- Му-и-Рана, Норвегия[185]
- Йоэнсуу, Финляндия[186]
- Санкт-Петербург, Россия[187]
- Сургут, Россия[188]
- Брест, Беларусь[189]
- Ярославль, Россия[190]
- Нарва, Эстония[191]
- Феодосия, Россия/Украина[192][193]
- Выборг, Россия[194]
- Эчмиадзин (Вагаршапат), Армения[195][196]
- Великий Новгород[197]

- Луганск[198][199]

#### Города, ранее бывшие городами-побратимами
- Николаев, Украина[200][201].
- Портомаджоре, Италия[202][203][204]
- Тельшяй, Литва[203][204][205]
- Алитус, Литва[206][207]
- Охара[203][204]
- Хельсинки[203][204]
- Нюборг[203][204]

### Представительства зарубежных стран
- Консульство Финляндии[208]

### Членство в организациях
- Союз Российских городов
- Союз городов Центра и Северо-Запада России
- Всемирная федерация породнённых городов
- Конгресс муниципальных образований Российской Федерации
- Союз городов воинской славы

## Кинофильмы, снятые в Петрозаводске
- «Ледоход», 1926[209].
- «Отпуск в сентябре» (производство — «Ленфильм»), 1979.
- «Противостояние» (производство — «Ленфильм»), 1985.
- «Облако-рай» (производство — «Мосфильм»), 1991.
- «Коля — перекати поле», 2005.
- «Потерянный город» (производство — «Карелфильм»), 2008.
- «Озеро» (производство — «Карелфильм»), 2009.
- «Человек из банки» (производство — «Карелфильм»), 2012.
- «Последний романтик» (производство — «Карелфильм»), 2017.

## Топонимы, названные в честь города Петрозаводска
В честь Петрозаводска названы населённые пункты посёлок Петрозаводское (бывшее Айхвальд до 1946 года) в Черняховском городском поселении Черняховского района Калининградской области и шлюз Тихвинской водной системы и хутор Петрозаводский шлюз в Бокситогорском районе Ленинградской области.
Кроме того, в честь Петрозаводска названы улицы во многих городах России и бывшего СССР, что объясняется тем, что в 1940—1956 годах Петрозаводск был столицей союзной республики.
| Топонимы                            | Населённые пункты |
| ----------------------------------- | --- |
| Петрозаводская улица                | Архангельск, Вологда, Воронеж, Выборг, Калининград, Кемерово, Кондопога, Медвежьегорск, Мелиоративный, Москва, Нижний Новгород, Новокузнецк, Новосибирск, Пермь, Пиндуши, Повенец, Посёлок имени Свердлова, Прокопьевск, Пряжа, Ростов-на-Дону, Самара, Санкт-Петербург, Сочи, Сызрань, Сыктывкар, Сясьстрой, Уфа, Чита Варкаус (Petroskoinkatu) Нойбранденбург (Petrosawodsker Straße) Днепр, Донецк, Киев (до 2009 года), Харьков Вагаршапат Алматы |
| 1-я, 2-я и 3-я Петрозаводская улица | Иваново |
| Петрозаводский переулок             | Анжеро-Судженск, Гуково, Кемерово, Кондопога Киев, Харьков |
| Петрозаводское шоссе                | Кондопога, Петрозаводск, Станция Шуйская, Санкт-Петербург, Суоярви, Усть-Ижора |
| Петрозаводская площадь              | Ла-Рошель (Place Petrozavodsk) |

## Галерея
- Национальный музей Республики Карелия
- Фонтан «Молекула»
- Ботанический сад ПетрГУ
- Инсталляция «Победа» у Вечного огня
- Пирамида
- Национальная библиотека Республики Карелия
- Петрозаводский Почтамт
- Памятник Петру I в Петрозаводске
- Карельский медведь